# Завадівка (Чортківський район)
Зава́дівка — село в Україні, у Монастириській міській громаді Чортківського району Тернопільської області. Розташоване на лівому березі річки Золота Липа. Центр Завадівської сільської ради, якій були підпорядковані села Коржова та Маркова (до 2020 року).
До Завадівки приєднано села Стара Гута, хутори Ґуральня та Скляна Гута.
Населення — 233 особи (2001).

## Природні ресурси
Неподалік від села є Завадівське родовище доломіту.

## Історія
Поблизу села виявлено археологічні пам'ятки пізнього палеоліту та трипільської культури.
Перша писемна згадка сягає 1648 року.
До 1939 року діяло українське товариство «Просвіта».
В ОУН та УПА перебували:
- Володимир (1924 р. н.) та Юліан (1920 р. н.) Вітковські, Андрій (1926—1944) і Євген (1922 р. н.) Гладкі, Анастасія (1907–р. см. невід.) і Євген (1921 р. н.) Дидини, Леонід (1931 р. н.), Наталія (1893—1981) та Петро (1923—1944) Зайці, Михайло Коник (1921—1943) та ін.

З мобілізованих в Червону армію на фронтах німецько-радянської війни:
- загинули Теодор Гнасевич (1908—1945), Франко Дидина (1919—1945),
- пропали безвісти: Гнат Василькевич (1905—1944), Корнелій Вишка (1903—1944), Петро Гладкий (р. н. невід.–1945), Леонід Денис (1909—1944), Ярослав Дутчак (1909—1945), Мар'ян Завадовський (1911—1945), Матвій Королевич (1913—1945), Станіслав Мариновський (р. н. невід.–1945), Амброзій (1910—1944), Іван (1910—1945) та Микола (1908—1945) Предки.

Протягом 1962–1966 село належало до Бучацького району. 
12 червня 2020 року, відповідно до розпорядження Кабінету Міністрів України № 724-р «Про визначення адміністративних центрів та затвердження територій територіальних громад Тернопільської області» увійшло до складу Монастириської міської громади.
19 липня 2020 року, в результаті адміністративно-територіальної реформи та ліквідації Монастириського району, село увійшло до складу Чортківського району.

## Політика

### Парламентські вибори, 2019
На позачергових парламентських виборах 2019 року у селі функціонувала окрема виборча дільниця № 610676, розташована у приміщенні школи.
Результати
- зареєстровано 149 виборців, явка 69,13%, найбільше голосів віддано за «Слуга народу» — 34,95%, за Всеукраїнське об'єднання «Батьківщина» — 10,68%, за «Європейську Солідарність» і Радикальну партію Олега Ляшка — по 8,74%.[4] В одномандатному окрузі найбільше голосів отримала Алла Стечишин (самовисування) — 59,22%, за Миколу Люшняка (самовисування) — 22,33%, за Романа Василіцького (Об'єднання «Самопоміч») — 7,77%[5].

## Пам'ятки

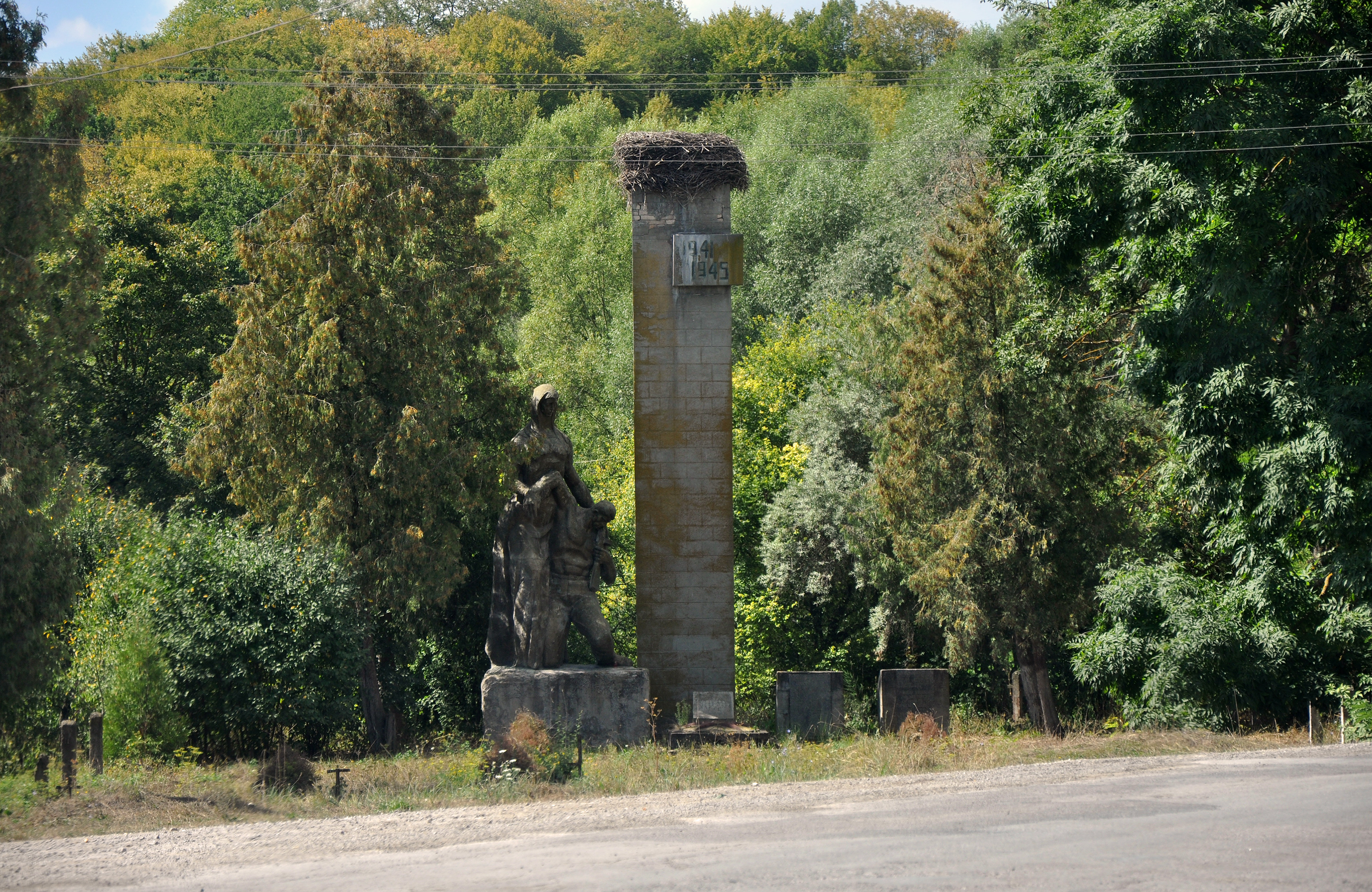
Могила невідомого радянського воїна, пам'ятний знак воїнам-землякам, які загинули в роки Другої світової війни

- Церква святих верховних апостолів Петра і Павла (1996),
- Капличка.
- Пам'ятник полеглим у німецько-радянській війні воїнам-односельцям (1968),
- При в'їзді в село є могила невідомого солдата[d]. Пам'ятник — скульптура скорботної матері з пораненим воїном[6].

- Поселення Завадівка I[d] (трипільська культура (IV — кін. III тис. до н. е.));
- Стоянка Завадівка II[d] (пізній палеоліт (40—10 тис. років тому));
- Стоянка Завадівка III[d] (пізній палеоліт (40—10 тис. років тому));
- Поселення Завадівка IV[d] (трипільська культура (IV — кін. III тис. до н. е.); голіградська культура);

## Соціальна сфера
Діють загальноосвітня школа І-II ступенів, клуб, бібліотека, ФАП, відділення зв'язку.

## Населення

### Мова
Розподіл населення за рідною мовою за даними перепису 2001 року:
| Мова       | Кількість | Відсоток |
| ---------- | --------- | -------- |
| українська | 231       | 99.14%   |
| російська  | 2         | 0.86%    |
| Усього     | 233       | 100%     |

## Відомі люди
- У Завадівці народився лікар, громадський діяч А. Вітковський.

## Галерея

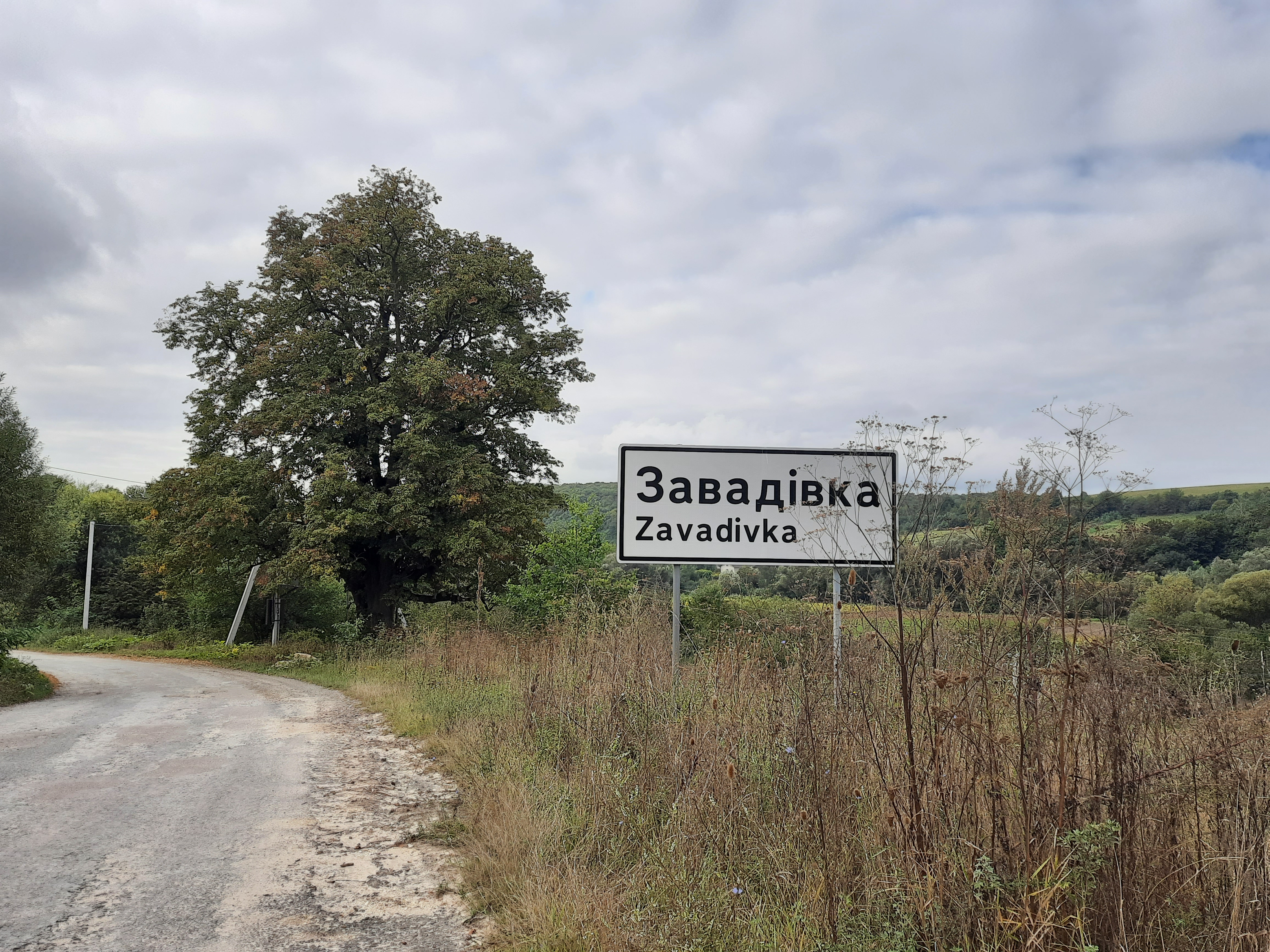
Дорожній знак при в'їзді в село
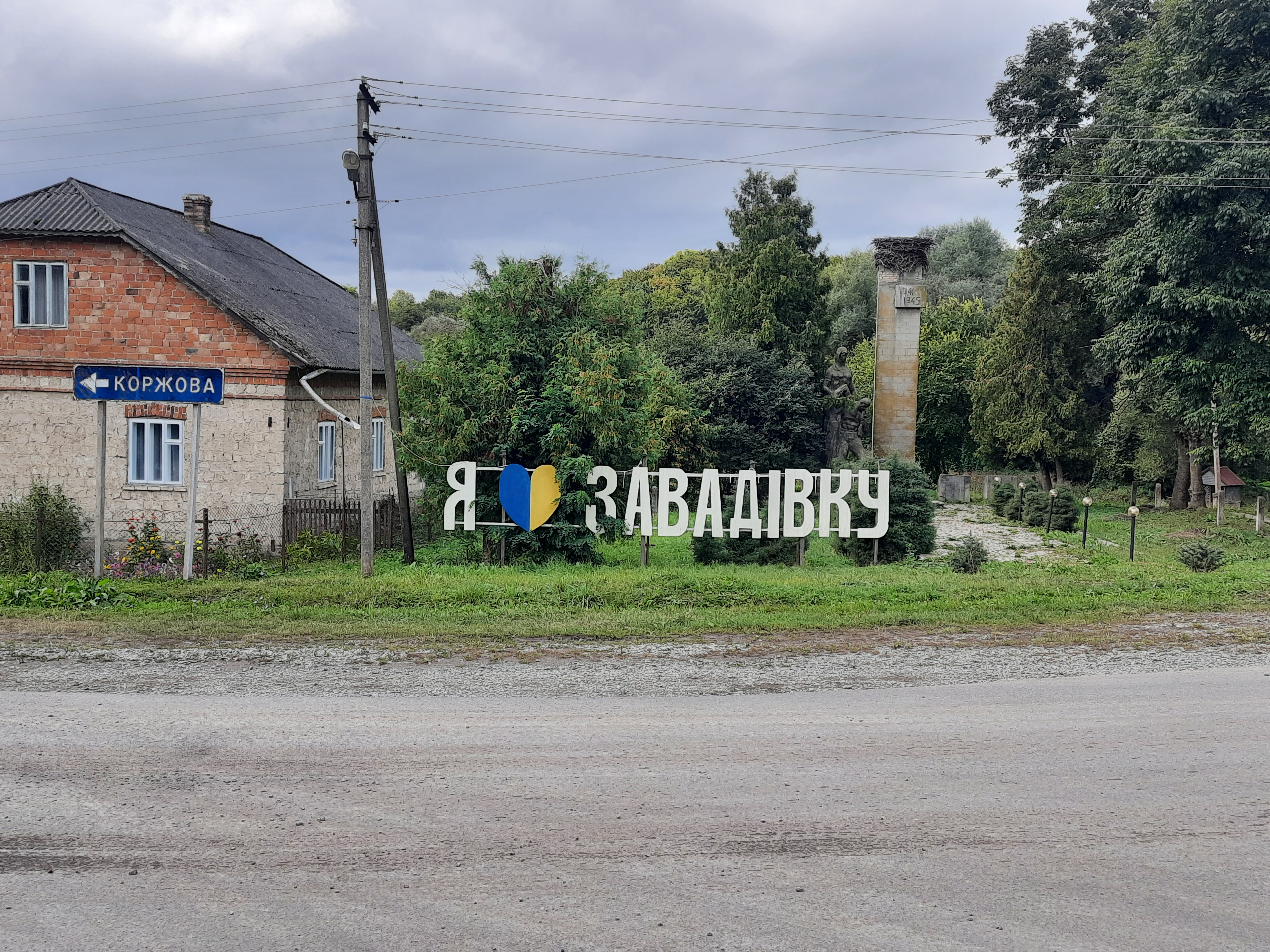
В центрі села
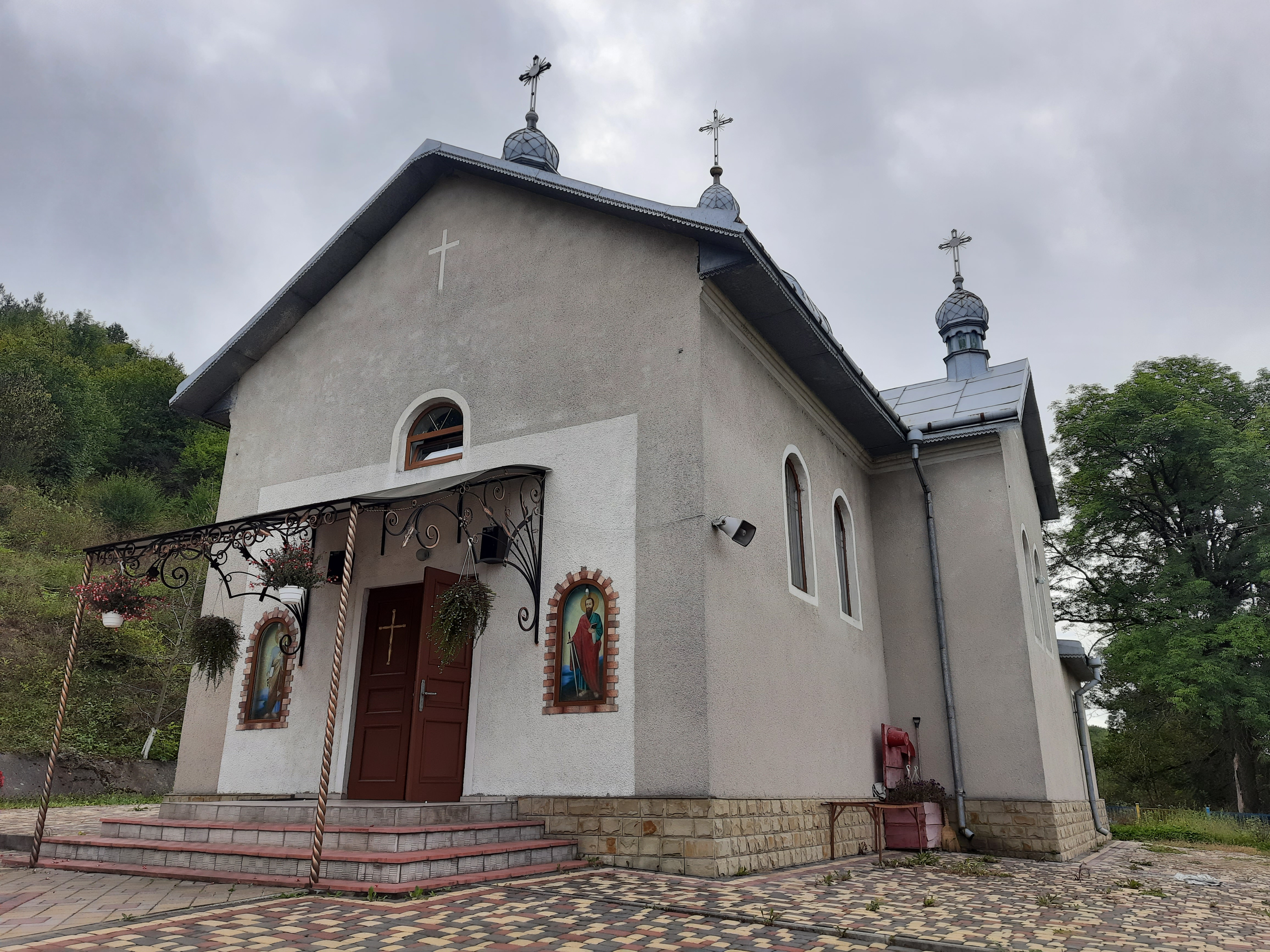
Церква святих верховних апостолів Петра і Павла (1996)
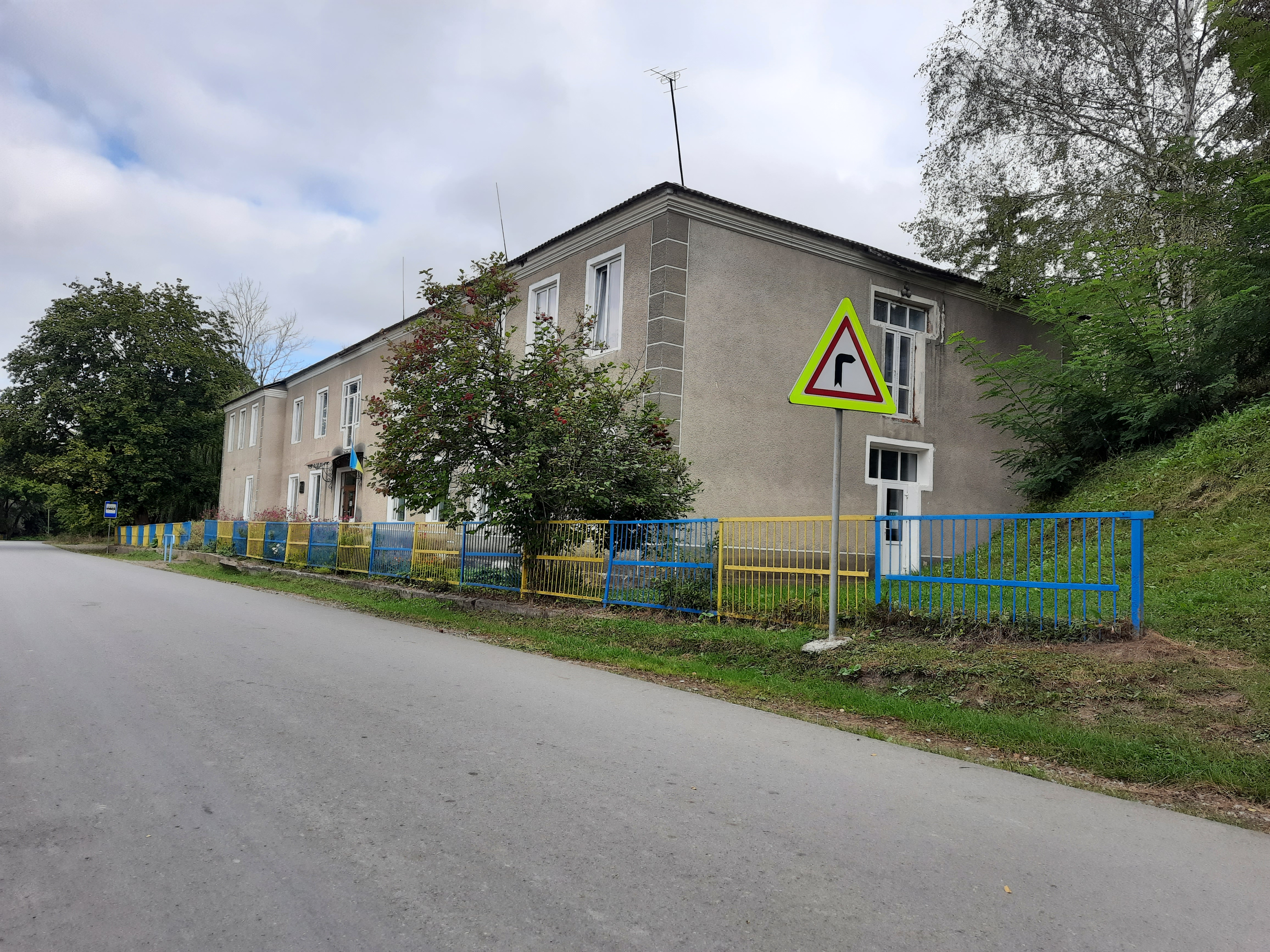
Школа
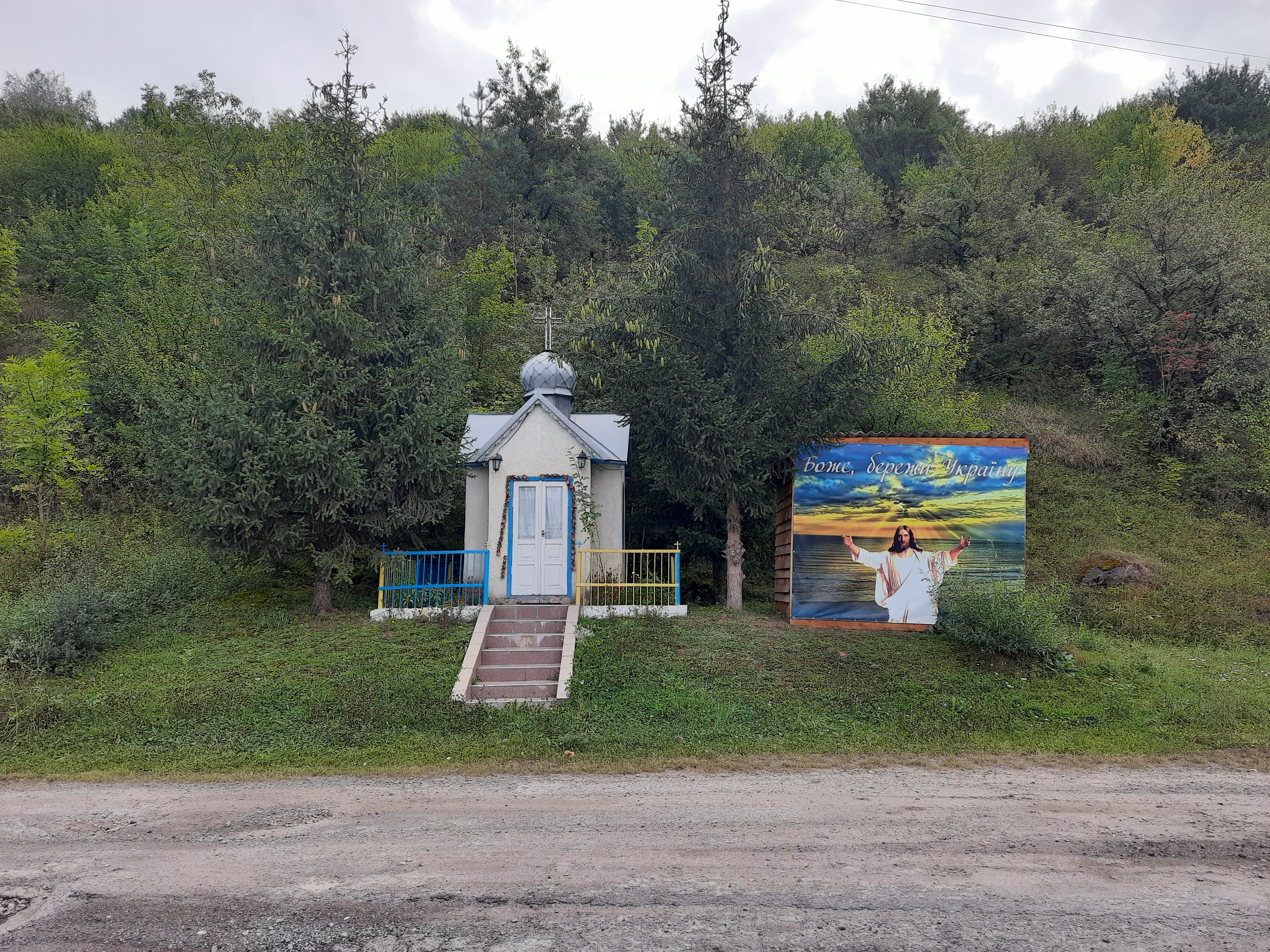
Капличка